# Tick József
Tick József (Budapest, 1954. október 1. –) magyar villamosmérnök, informatikus, kutató, szoftverfejlesztő, főiskolai és egyetemi oktató.
Tick József tanulmányait a Pataky István Híradásipari Szakközépiskolában (1969-73, híradásipari műszerész), a Kandó Kálmán Villamosipari Műszaki Főiskola számítástechnika szakán (1974-77, villamos üzemmérnök) és a Budapesti Műszaki Egyetem műszer- és irányítástechnika szakán (1983-86, villamosmérnök) végezte. Az egyetemi doktor címet 1990-ben (BME, számítástechnikai szaktudomány), doktori fokozatot 2007-ben a Pannon Egyetemen informatikából,  a habilitált doktor címet pedig 2013-ban a Széchenyi István Egyetemen szerezte meg informatikai tudományokból.
1977-től az Elektronikus Mérőkészülékek Gyára (EMG) irodagép-fejlesztő laboratóriumában dolgozott fejlesztőmérnökként.

## Számítástechnika oktatás
1978-tól napjainkig főiskolai (az átalakulások után egyetemi) oktató a Kandó Kálmán Műszaki Főiskolán a Matematikai és Számítástechnikai intézetben, mely később a Budapesti Műszaki Főiskola, majd az Óbudai Egyetem részévé vált. 1991-től intézeti igazgatóhelyettes, 1996-tól főigazgató-helyettes, 2004-től pedig az intézet igazgatója az átalakulásig (2013). 2000–2015 között (az intézeti összevonások első hullámánál) informatikai rektorhelyettes. 2015-től innovációs főigazgató.
2005 óta a Wildau Insitute of Technology tudományos tanácsadója, 2006-tól kezdve pedig tiszteletbeli professzor (Ehrenprofessor insb. für Software Engineering) a wildaui egyetemen (University of Applied Sciences, Wildau).
Tagja az NJSZT-nek (1977 óta), a Magyar Rendészettudományi Társaságnak (2012 óta), 2012-től a Magyar Rektori Konferencia Infokommunikáció-Technológiai Bizottságának elnöke.
A Kandó főiskolán programozási ismereteket és szoftverfejlesztés tárgyat oktatott, illetve kifejlesztette és oktatta a „szoftvertechnológia” tantárgyi modult. Az egyetemi átalakulás után folyamatosan részt vesz a mérnök–informatikus szak BsC és MsC tanterveinek kidolgozásában és a hallgatók oktatásában.
A kétezres évek óta rendszeresen tart külföldön vendégelőadói kurzusokat.

## Szoftverfejlesztés
Dr. Tick József volt az egyike azoknak, akik kifejlesztették a Primo, az első magyar hobbi/játék számítógép teljes rendszerét: feladata volt a gép alapprogramjának, az operációs rendszerének fejlesztése.
A személyi számítógépes számítástechnika hőskorában, a hidegháború végén és a COCOM-lista árnyékában az ehhez vezető út napjainkban már különösnek mondható állomásokon át vezetett: Tick a nyugati ABC 80 személyi számítógép Disk Operating System (lemezes operációs rendszer) programjának visszafejtésével adaptálta az abban alkalmazott eljárásokat másfajta I/O eszközökhöz, illetve a BASIC nyelvet kezelő program (nem csak az ABC 80, hanem a TRS-80 és VT-20 gépek esetében is) visszafejtéséhez alkalmazható, Z80 processzoron futó „Deassemblert” készítette el, ami lehetővé tette a Z80 alapú számítógépeken futó rendszerprogramok analízisét és felhasználását.
Emellett az Intel processzorok megjelenésével az Intel 8080-as processzorra is készített számos fejlesztőeszközt (macro-assembler, nyomkövető), több EMG mérésadatgyűjtő rendszerhez.
A későbbi években számos műszaki (mérésadatgyűjtés, termelésütemezés), kereskedelmi (partnerkezelés, könyvelés), egészségügyi (kórházi képanalízis) és modellező (workflow rendszerek) alkalmazást fejlesztett. Kutatási területei között szerepelt robotika, felhasználói felület tervezés illetve P-gráf alapú logisztikai és workflow modellek készítése.

## Díjak
- Kandó kiváló oktatója (KKVMF, 1988)
- Miniszteri dicséret (Művelődésügyi Miniszter, 1988)
- „Kandós gyűrű”, (BMF-KVK, 2000)
- „Preis der Technischen Fachhochschule Wildau für herausragende Leistungen”, (TFH-Wildau, 2005)
- „A magyar informatikáért” (Hírközlési és Informatikai Miniszter, 2005)
- BMF aranygyűrű (BMF, 2006)
- „Ehrennadel der Hochschule Esslingen” (HS-Esslingen, 2013)
- A Magyar Érdemrend lovagkeresztje (polgári tagozat) (2015)
- Ehrenmedal der Technischen Hochschule Wildau (2016)

Felsőfokon beszél angol és német nyelven.

## Külső hivatkozások
- Országos Doktori Tanács adatlap